# Megastigminae
I Megastigminae Thomson, 1876, sono una sottofamiglia di insetti Hymenoptera Chalcidoidea della famiglia dei Torymidae comprendente specie parassitoidi oppure fitofaghe. 
Le specie fitofaghe rientrano per la maggior parte nel genere Megastigmus e si sviluppano all'interno di semi di piante legnose, in particolare Conifere e Rosaceae da frutto   .                                                                                                                                             

## Inquadramento sistematico
La sottofamiglia comprende i seguenti generi:
- Bootanelleus
- Bootania
- Bootanomyia
- Bortesia
- Ianistigmus
- Macrodasyceras
- Malostigmus
- Mangostigmus
- Megastigmus
- Neomegastigmus
- Paramegastigmus
- Westralianus